# Devon Aoki
Devon Edwenna Aoki (Nueva York; 10 de agosto de 1982) es una actriz y modelo estadounidense.

## Carrera
Aoki comenzó su carrera como modelo a la edad de 13 años. Ha aparecido en varios vídeos de diversos grupos musicales y ha desfilado para marcas de prestigio como Lancôme, Chanel y Versace.
Se la conoce como la modelo más baja de la industria ya que contrario a la mayoría de las supermodelos, ella tan sólo alcanza el 1.65 m de estatura.
Es media hermana del DJ y productor Steve Aoki.
Su primer papel importante en el cine fue en la secuela de The Fast and the Furious (conocida como 2F2F o 2 Fast 2 Furious), al comienzo de la cual aún no disponía de permiso de conducir y tuvo que aprender a conducir durante el rodaje. Apareció en el videoclip de la canción "Act a Fool" de Ludacris junto a Tyrese Gibson, Paul Walker y Eva Mendes. Otras películas en las que ha tenido papeles relevantes son D.E.B.S. y Sin City.
Estuvo a punto de aparecer en la tercera temporada de la serie Arrow, como Tatsu Yamashiro, aunque finalmente fue remplazada por Rila Fukushima, por problemas de agenda.
Aunque estaba planeado que apareciera en la secuela de Sin City, titulada Sin City: A Dame to Kill For, no pudo hacerlo a causa de su segundo embarazo, siendo sustituida por Jamie Chung en el papel de Miho.

## Vida personal
Está casada con James Bailey desde 2011 y tienen cuatro hijos, James Hunter Bailey (nacido en 2011), Alessandra Linville Bailey (nacida en 2013) Eleanor Talitha Bailey (nacida en 2015) y Evelyn (nacida en 2020) . Su hija, Alessandra apareció en una campaña de primavera 2018 de Guess Kids.

## Filmografía

### Cine
| Año  | Título                                  | Personaje     | Director         |
| ---- | --------------------------------------- | ------------- | ---------------- |
| 2003 | Death of a Dynasty                      | Picasso       | Damon Dash       |
| 2003 | 2 Fast 2 Furious                        | Suki          | John Singleton   |
| 2004 | D.E.B.S. - espías en acción             | Dominique     | Angela Robinson  |
| 2005 | Sin City                                | Miho          | Robert Rodriguez |
| 2006 | DOA: Dead or Alive                      | Kasumi        | Corey Yuen       |
| 2007 | War                                     | Kira          | Philip G. Atwell |
| 2008 | Mutant Chronicles                       | Valerie Duval | Simon Hunter     |
| 2009 | Rosencrantz and Guildenstern Are Undead | Anna Blake    | Jordan Galland   |

### Apariciones en videos musicales
| Año  | Título                | Artista              |
| ---- | --------------------- | -------------------- |
| 1997 | "Electric Barbarella" | Duran Duran          |
| 1997 | "Kowalski"            | Primal Scream        |
| 2003 | "Act a Fool"          | Ludacris             |
| 2003 | "In Those Jeans"      | Ginuwine             |
| 2006 | "Dead Meat"           | Sean Lennon          |
| 2006 | "Bones"               | The Killers          |
| 2013 | "Just Another Girl"   | The Killers          |
| 2016 | "M.I.L.F. $"          | Fergie               |
| 2018 | "Waste It on Me"      | Steve Aoki feat. BTS |